# Stagno di Paule Tonda
Lo stagno di Paule Tonda, o "Paule Tunda", è una zona umida situata in prossimità della costa occidentale della Sardegna, all'altezza del golfo di Oristano. Appartiene amministrativamente al comune di Santa Giusta.

Lo stagno ricade all'interno dell'area SIC ITB030016 che condivide con gli stagni di Santa Giusta e Pauli Figu e  Paule Tabentis.